# イーストロンドン線

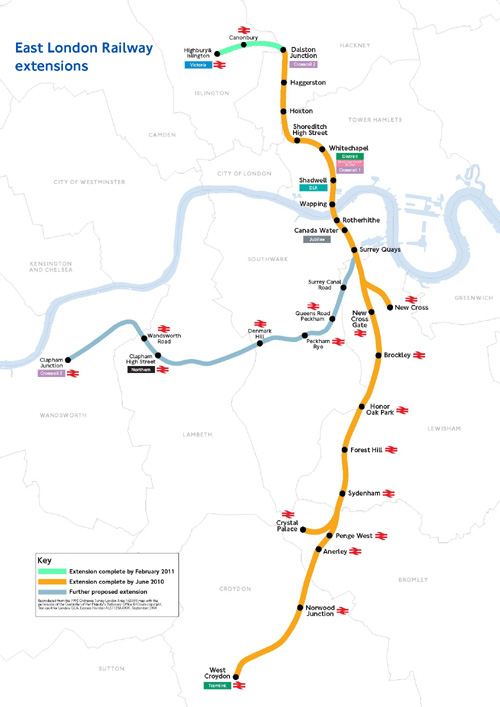
延伸後の路線図

イーストロンドン線(East London Line)は、旧ロンドン地下鉄、現在はロンドン・オーバーグラウンドの路線の一つ。地表から浅い位置を走るタイプの路線である。地下鉄路線図の案内上ではオーバーグラウンドの他路線と共にオレンジ色の二重線で表現される。延伸工事により拡大し、2010年再開業した。

## 歴史
ロンドン東部の鉄道として1869年に開業。開業当初は6つの異なる鉄道会社により運用されていたが、後に2つの会社に減り、1933年にはロンドン地下鉄の一部となり、1948年に国有化された。1865年にテムズ川の下を跨いだテムズトンネルを鉄道会社が買収し、イーストロンドン線が通るようになったが、この区間は地下鉄の交通網としてはロンドン最古の基盤である（地下鉄が開通する以前は人馬などの交通に利用されていた）。2007年12月22日から延伸工事により一時閉鎖し利用できなくなった。2010年5月23日再開業し、ロンドンオーバーグラウンドのネットワークの一部になった。